# 57. brigada HV "Marijan Celjak"
57 Brigada Marijan Celjak Sisak, bila je prva dragovoljačka postrojba [nedostaje izvor] Hrvatske vojske u Domovinskom ratu.

## Naziv
U samom početku djelovanja brigade, tada samostalnog bataljuna, pri zauzimanju vojarne u Šašnoj gredi pogiba tadašnji dozapovjednik, Marijan Celjak, po kome SAMB, a kasnije i brigada dobiva ime.

## Osnutak i ratni put

### Osnutak
10. lipnja 1991. u barakama ORA-e u Sisku osnovano je prvo zapovjedništvo 57. samostalnog bataljuna kojeg su činili zapovjednik Antun Bobetko, dozapovjednik Marijan Celjak te Franjo Jansky, Dragutin Selanec, Marijan Batovanja, Željko Sklepić, Franjo Pavičić, Josip Brajković i Darko Pavlak. Već 21. lipnja 1991. profesionalizirano je pet djelatnika Zapovjedništva, a 23. lipnja održano je prvo postrojavanje na ORA-i Sisak. 57 Brigada ustrojena je 1. travnja 1993. godine stapanjem 120. brigade, 57. samostalnog bataljuna (SAMB), MPOAD i vojne policije Sisak.

### Ratni put
Pedesetak pripadnika 57. SAMB-a odmah nakon prvog postrojavanja izašlo je na položaje u Sunji. Nakon napada terorista na policijsku stanicu u Glini, 26. lipnja 1991. godine, dragovoljci 57. bataljuna zauzeli su položaje u Komarevu, prvoj obrambenoj crti Siska. O hrabrosti branitelja govore podaci o osvajanju Barutane, prve osvojene vojarne u Hrvatskoj, Šašne grede i Žažine kao i činjenica da pripadnici 57. SAMB-a nikad nisu napustili položaj u Komarevu otkuda su krenuli u akciju Oluja.
U povijest je otišlo tridesetak poginulih branitelja i njihovih zapovjednika: Marijan Celjak, Berislav Pavičić, Stjepan Grgac, Marijan Šokčević i drugi.
Brigadom su od njezina osnutka zapovijedali ratni zapovjednici: Antun Bobetko, Goran Silaj, brigadir Matija Pavlović, te legendarni zapovjednik brigadir Stjepan Grgac Grga, koji je poginuo u Oluji.

## Brigada danas
Danas brigada ne postoji.